# Refractaire periode (neurobiologie)
De refractaire periode is een tijd wanneer er geen tot weinig doorgiftekanalen aanwezig zijn in een zenuwcel.

## Depolariseren
Door een prikkeling van een zenuwcel kan de cel depolariseren. Een depolarisatie is dat de binnenzijde van het celmembraan positiever wordt ten opzichte van de buitenzijde van het membraan. Een dergelijke gedepolariseerde cel kan dan een actiepotentiaal genereren en dat doorgeven aan de volgende cellen in de zenuw.

## Absolute refractatie
Direct na deze depolarisatie is het onmogelijk om weer een actiepotentiaal te laten plaatsvinden. Om de cel te laten depolariseren moesten de Na-kanalen geopend worden. Deze kanalen worden vanzelf weer inactief. Wil er dus weer een actiepotentiaal plaatsvinden dan moeten die kanalen opnieuw open. De inactivatie houdt echter even aan. Op een moment dat er nog te veel kanalen inactief zijn om een depolarisatie te laten plaatsvinden die de drempelwaarde overschrijdt, heet dit de absoluut refractaire periode. Tijdens deze periode kan een zenuwcel onmogelijk worden geëxciteerd. De zenuwcel is op dat moment ongevoelig voor zogenaamde EPSP's (excitatoire post-synaptische potentialen) en IPSP's (inhibitoire post-synaptische potentialen).

## Relatieve refractatie
Op de absolute refractaire periode volgt de relatieve refractaire periode. Hierin zijn er al meer Na-kanalen beschikbaar. Het volledige aantal kanalen is nog niet actief, maar er zijn er al wel genoeg om met een versterkte prikkel een depolarisatie op gang te brengen die de drempel haalt voor een actiepotentiaal. Na verloop van tijd worden steeds meer Na-kanalen actief, tot het moment dat het niet meer nodig is om een grotere prikkel te geven om de drempelwaarde voor een actiepotentiaal te halen.

## Systeem
Men zou het systeem kunnen vergelijken met een toilet. Wanneer men heeft doorgespoeld, is het vrijwel onmogelijk om een halve seconde later opnieuw door te spoelen (absolute periode). Wanneer men echter een paar seconden wacht, terwijl het watertankje van het toilet nog steeds niet hervuld is, kan er toch doorgespoeld worden, weliswaar met mindere kracht (relatieve periode). Een zenuwcel werkt ook met dat principe.